# Lo Turlututu

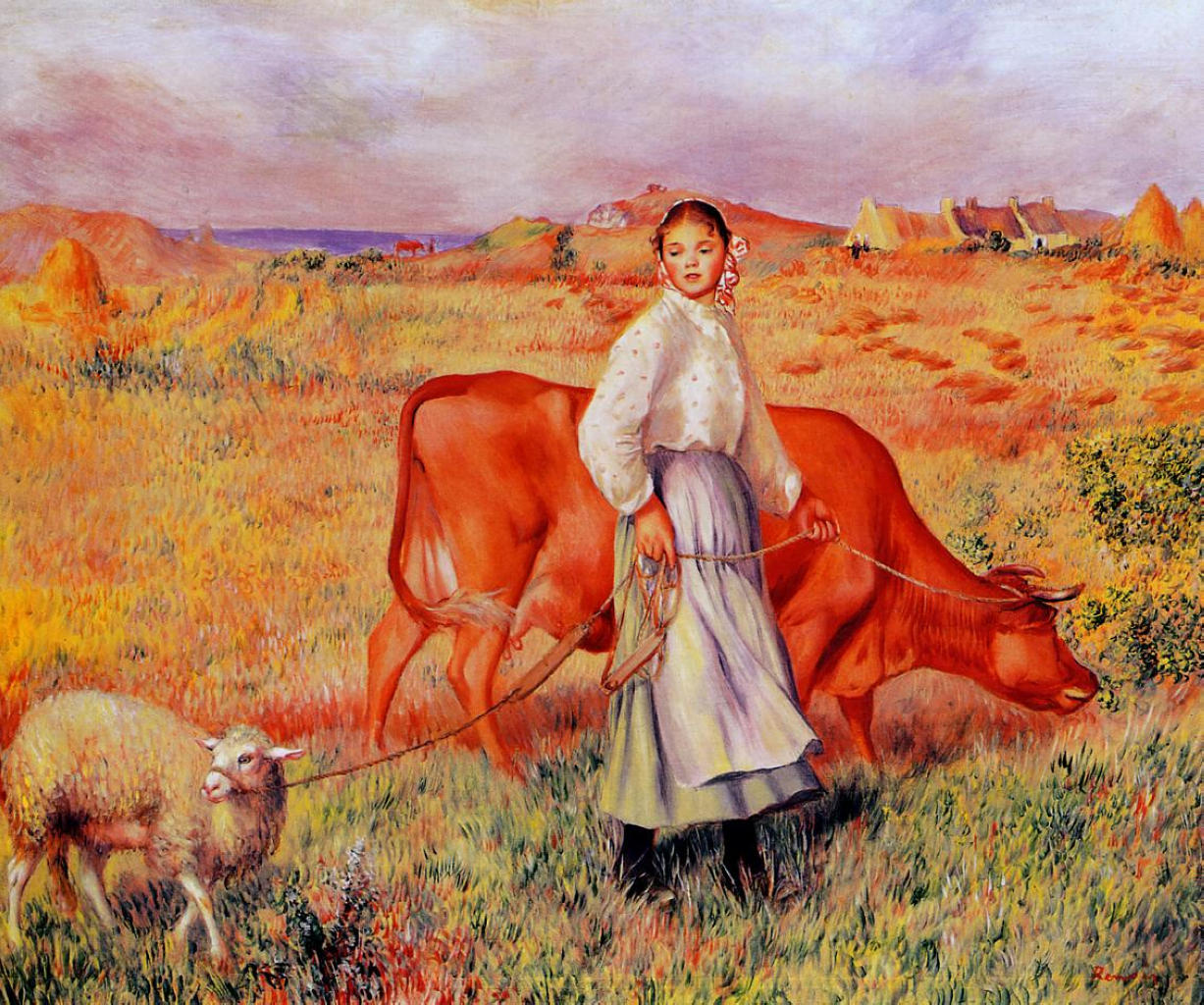
Bergère sur une peinture d'Auguste Renoir (v. 1887).

Lo Turlututu (ainsi retranscrit selon la norme classique de l'occitan, Lou Turlututu en graphie mistralienne ou Le Turlututu en français) est une chanson traditionnelle de plusieurs régions de France.
Si au XXIe siècle, elle appartient principalement au répertoire populaire de l'aire de locution du dialecte limousin de l'occitan, dans le centre-ouest de la France, elle est historiquement attestée dans plusieurs autres territoires, sous différentes formes voisines quoique distinctes.

## Paroles
Les paroles varient suivant les versions, mais décrivent invariablement une scène de séduction entre un homme et une jeune fille, qui l'éconduit. Cette scène est racontée par la jeune fille, qui parle à la première personne.
Premier couplet
| En occitan : « L’autre jorn iò me permenava Tot lo long daus… turlututu (bis) Tot lo long daus lo lon là là lireta Tot lo long daus boissons. » | En français : « L’autre jour je me promenais Tout le long des… turlututu (bis) Tout le long des lo lon là là lireta Tout le long des buissons. » |

Il existe des versions où l'histoire est racontée du point de vue de l'homme, comme dans la version réécrite par Martial du Treuil au début du XXe siècle, où par ailleurs le jour devient le matin et la bergère devient fille du meunier.

## Diffusion

### En Limousin

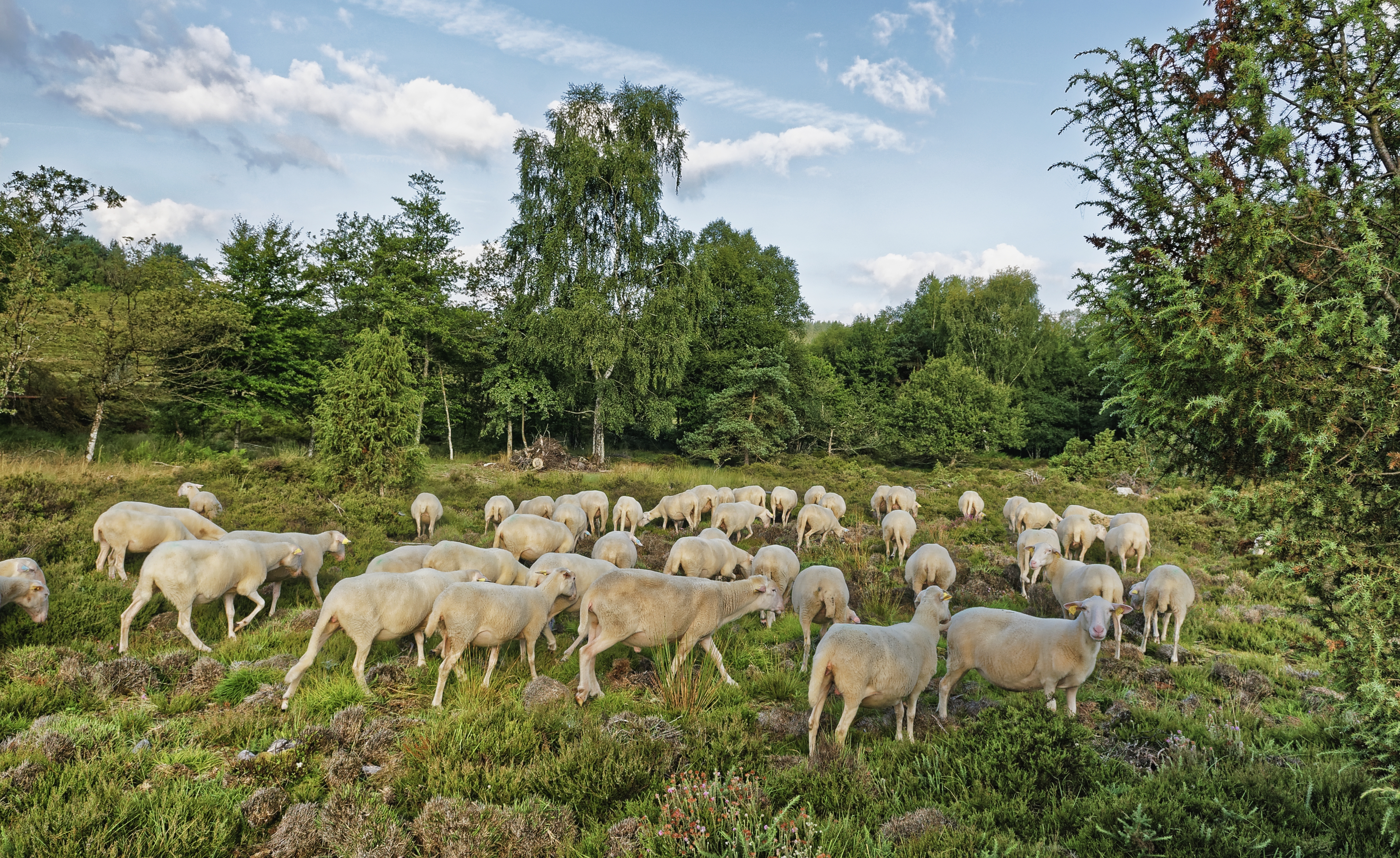
Région d'élevage bovin et ovin (ici un troupeau près du lac de Vassivière), le Limousin est l'un des territoires français où Le Turlututu connaît une réelle popularité.

Lo Turlututu est présenté depuis le XXe siècle comme l'une des chansons populaires limousines les plus connues, quitte à occulter le reste du répertoire régional.
Avec le temps, elle acquiert la dimension de chanson symbolique, identitaire, voire fait figure d'hymne occitan et même limousin. En 1928, elle est ainsi présentée comme « air national » limousin, au côté d'autres chansons comme Le cœur de ma mie. Dans les années 1930 en particulier, elle figure régulièrement au programme des émissions radiophoniques.
Elle n'en était pourtant pas représentative initialement, dans son thème ou son ancrage géographique, l'affrontement entre la figure du bourgeois et celle du paysan étant jugé plus typiquement limousin dans la tradition musicale.
En 1961, le Turlututu figure dans la discographie indiquée par l'ethnomusicologue Marie-Marguerite Pichonnet-Andral.

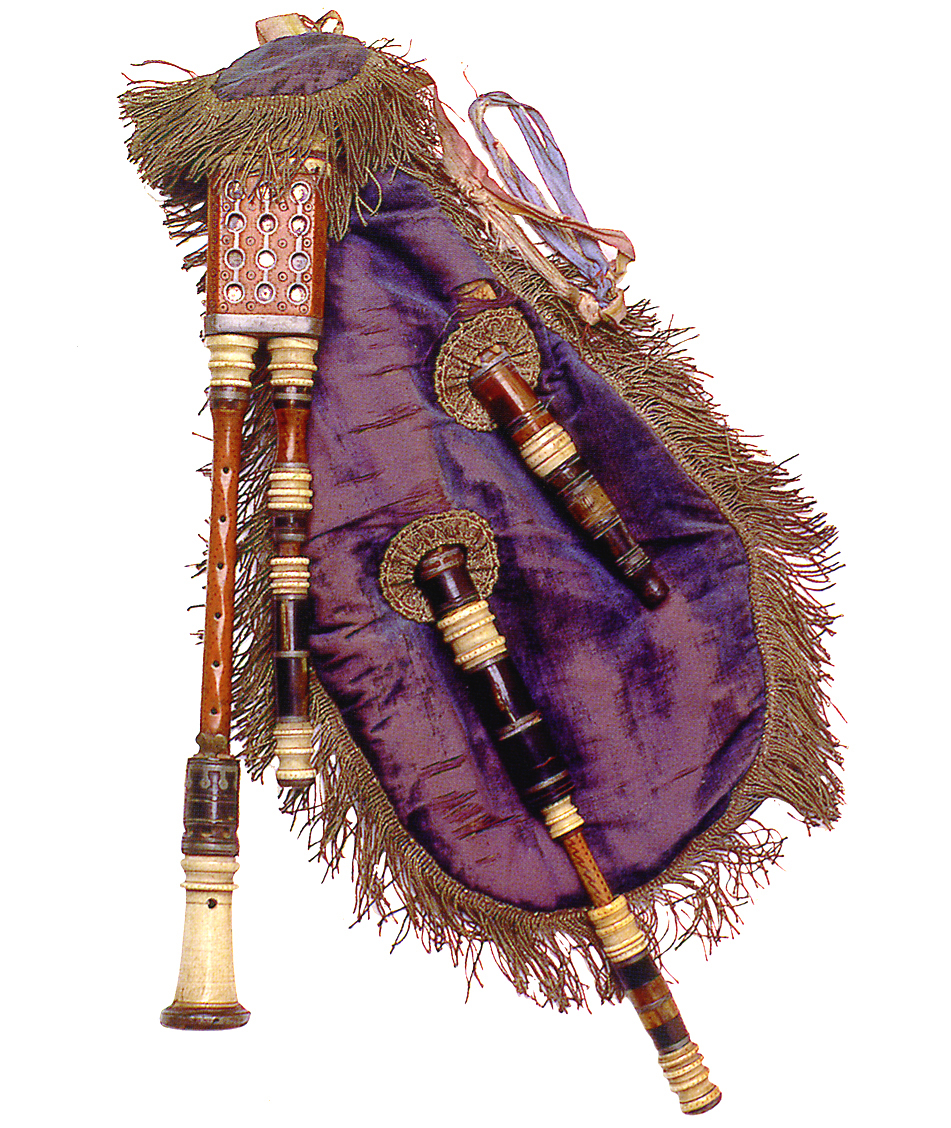
Une chabrette du XIXe siècle, instrument originaire du Limousin qui peut accompagner l'interprétation du Turlututu.

Cette chanson fait encore partie au début du XXIe siècle du patrimoine musical vivant du Limousin. Le Turlututu est chanté lors de repas, veillées ou concerts. Surtout, il est intégré à une œuvre contemporaine du chef d'orchestre Alain Voirpy, alors directeur du Conservatoire à rayonnement régional de Limoges, lors d'une représentation du Concert des Cités Unies à l'Opéra de Limoges, valorisant les jumelages de la ville de Limoges, en 2009 : Gaëtan Polteau, joueur de chabrette, instrument typiquement limousin, également enseignant au conservatoire, interprète alors quelques mesures du Turlututu au milieu d'un orchestre symphonique.

### Autres régions
Bien qu'associée au Limousin, la chanson est attestée dans d'autres régions, et semble d'ailleurs initialement plus présente dans le domaine francophone qu'occitanophone. Plusieurs versions, auxquelles on attribue le titre Vous n'êtes pas mon berger bien qu'elles soient différentes par leurs paroles, sont identifiées en Périgord en 1780, en Lorraine, ou encore une associée à une « dérobée de Saint-Brieuc », toutes rapportées par l'ethnologue Eugène Rolland en 1883.
On en connaît des variantes collectées en Forez, en Mayenne, en Touraine,, en Ardèche ou en Aveyron et Auvergne, d'où elle est exportée par les bougnats et connaît sans doute un autre essor à Paris.

## Analyse
Cette chanson reprend le modèle très commun dans la poésie médiévale, celui de la pastourelle, où un noble cherche à séduire une paysanne. La présence récurrente d'onomatopées (turlututu et lolonlà lalireta), tout au long de la chanson, crée des sous-entendus sur la teneur véritable du discours du séducteur. Le terme de turlututu confère même une connotation grivoise à la chanson.

## Enregistrements
Il existe de nombreux enregistrements de la chanson, réalisés depuis le début du XXe siècle.
Dès 1913, Ferdinand Brunot, dans le cadre du projet des « Archives de la parole », collecte Lo Turlututu parmi d'autres airs en Corrèze,.
Parmi ceux-ci figurent celui du chanteur limougeaud Octave Bariant, qui interprète cet air parmi d'autres, pour des disques 78 tours édités par Columbia Records en 1938. Il est accompagné par l'orchestre de Marcel Cariven.

« Parce que le Limousin est un pays de forêts et de landes et qu'on sait la rigueur de ses hivers, l'amateur pense entendre des chants pleins de rudesse. Or, le caractère le plus évident de tous ces airs est la douceur. »

— Georges Devaise, 19 août 1938.
En 1949, Adrien Marcillaud chante la chanson dans Chants et musiques folkloriques des provinces françaises, réalisé par Roger Devigne en 1949 pour la Phonothèque nationale de la Bibliothèque nationale de France.
En 1961, Georges Briquet enregistre quelques airs limousins aux côtés de l'accordéoniste Jean Ségurel. Le Turlututu figure au programme.
Les collectages réalisés en Limousin et dans d'autres zones de l'aire occitane dans la seconde moitié du XXe siècle permettent également de recueillir des interprétations du Turlututu. 

## Lo Turlututudans la littérature
La célébrité régionale de l'air explique sa présence récurrente dans de nombreuses œuvres de littérature issues du Limousin. La poète corrézienne de langue occitane Marcelle Delpastre l'évoque ainsi dans son récit autobiographique Les Chemins creux (1993).